# Continuous Repeat Request
Continuous Repeat Request (CRQ) beschreibt ein Transportprotokoll, welches dem Sender erlaubt mehr als ein Paket gleichzeitig zu senden. Die Anzahl der Pakete, welche gesendet werden können, ohne dass eines davon bereits vom Empfänger durch eine ACK-Nachricht bestätigt wurde, nennt man Sendefenstergrösse. Es gibt mehrere Methoden den Transport gegen das Verlorengehen von Paketen zu sichern. 